# Уег (сельское поселение)
Уег — административно-территориальная единица (административная территория село с подчинённой ему территорией) и муниципальное образование (сельское поселение с полным официальным наименованием муниципальное образование сельского поселения «Уег») в составе муниципального района Усть-Цилемского в Республике Коми Российской Федерации.
Административный центр — село Уег.

## Этимология названия
Местный географический термин Уег заимствован из коми языка. Уег (умень, уежок) - проход, прорубленный во льду, для переправы скота вплавь; ровный прямой след на воде, в снегу, на траве и т. д.

## История
По преданиям местных жителей, село было основано в первой половине XVIII века. В числе первых обитателей деревни были переселенцы из Усть-Цильмы. В более позднее время сюда пришли переселенцы с Мезени и Вашки.
В 30-е годы XX века здесь открываются сельсовет, школа, изба - читальня, маслодельный завод. Тогда же после объединения двух колхозов «К новым победам» и «Красная заря» образовался колхоз им. Калинина, который в 1973 году вошёл в состав совхоза «Нижне - Печорский», а в 1991 году был образован колхоз «Уежной».
В селе работают магазин, ФАП, школа - детский сад, библиотека, почта, дом культуры, сельскохозяйственный производственный кооператив «Маяк».

## Статус поселения
Статус и границы административной территории установлены Законом Республики Коми от 6 марта 2006 года № 13-РЗ «Об административно-территориальном устройстве Республики Коми».
Статус и границы сельского поселения установлены Законом Республики Коми от 5 марта 2005 года № 11-РЗ «О территориальной организации местного самоуправления в Республике Коми».

## Население
| 2010 | 2011 | 2012 | 2013 | 2014 | 2015 | 2016 |
| ---- | ---- | ---- | ---- | ---- | ---- | ---- |
| 226  | ↘225 | ↘219 | ↘212 | ↘196 | ↘182 | ↘162 |
| 2017 | 2018 | 2019 | 2020 | 2021 |      |      |
| ↘153 | ↘140 | ↗141 | ↘137 | ↘119 |      |      |

## Состав
Состав административной территории и сельского поселения:
| № | Населённый пункт | Тип населённого пункта       | Население |
| - | ---------------- | ---------------------------- | --------- |
| 1 | Мыза             | деревня                      | 36        |
| 2 | Уег              | село, административный центр | 190       |

## Носители русской эпической традиции, сказители былин

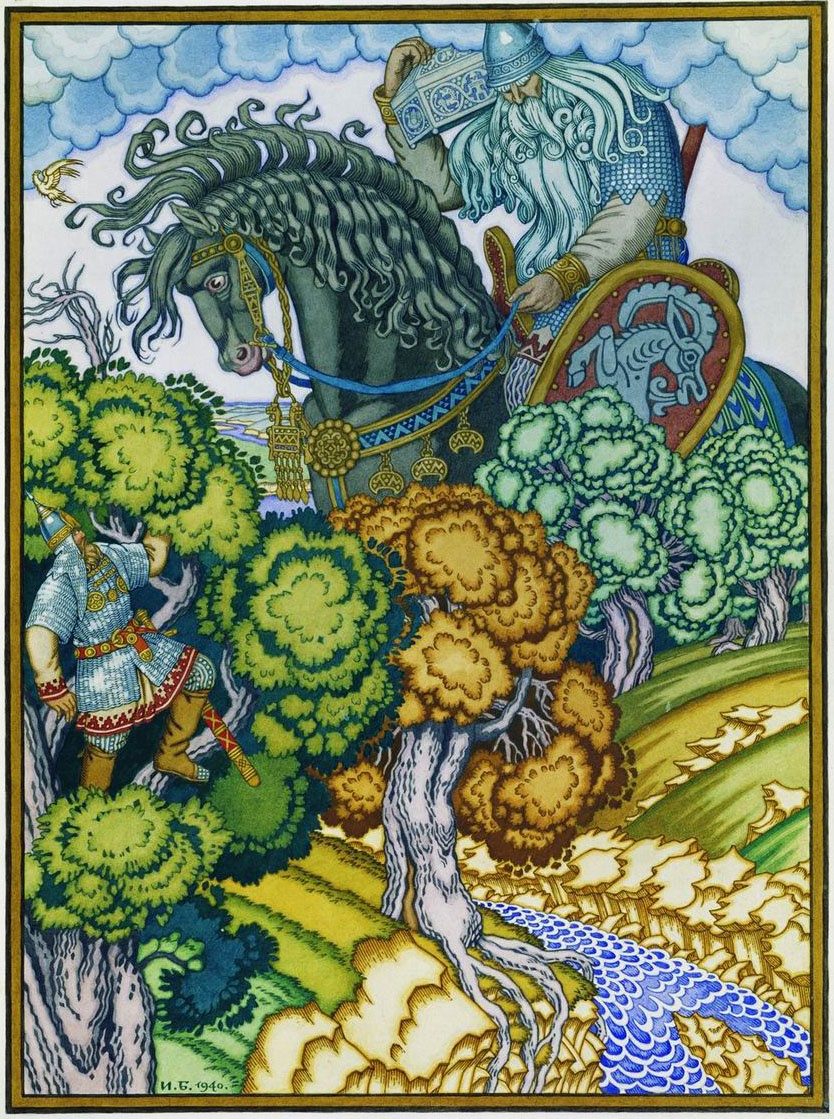
Иван Билибин. Илья Муромец и Святогор. 1900-е гг.

Былины в деревне Уег и других сёлах и деревнях Печёры были записаны российским фольклористом, этнографом Н.Е. Онучковым в 1901 году. В своём труде "Печорские былины", изданном в 1904 году он не только записал сами былины, но и подробно описал характеры, образ жизни самих сказителей и характер исполнения ими былин. В Уеге от Вокуева Анисия Фёдоровича было записано восемь былин («Святогор», «Илья Муромец и голи», «Никита Романович, рождение и детство Добрыни», «Алёша Попович, Еким  и Тугарин», «Василий Казимирович», «Лука Данилович, змея и Настасья Салтановна», «Небылица про льдину», «Отрывок»)